# Патрік Свейзі
Па́трік Све́йзі (англ. Patrick Wayne Swayze; 18 серпня 1952, Х'юстон, Техас, США — 14 вересня 2009, Лос-Анджелес, США) — американський кіноактор, танцюрист, співак; музикант, композитор.

## Життєпис
Мати Патріка була хореографом, і не дивно, що він з дитинства став займатися танцями і закінчив Балетну школу «Гаркнесс» і Балетну школу «Джоффрі».
У 1979 році він дебютував в фільмі «Скейтаун» (США).
Залишивши професійний балет внаслідок старої футбольної травми, він став провідним танцівником престижної трупи «Elliot Feld Dance Company». Одночасно Свейзі почав брати уроки акторської майстерності.
Патрік Свейзі здобув світову популярність у 1987 році, зігравши головну роль в романтичній драмі «Брудні танці» (з Дженніфер Грей, Джеррі Орбах, Синтією Родс). Малобюджетні «Брудні танці» в 1987 році побили всі рекорди прокату, були номіновані на Золотий глобус, зокрема за головну чоловічу роль.
Не менш відома і його робота в іншій романтичній мелодрамі — «Привид» 1990 року, де він грав разом із Демі Мур і Вупі Ґолдберґ. За роль у «Привиді» Патрік Свейзі знову був номінований на Золотий глобус. У кількох стрічках актор виступив як продюсер і композитор.
У березні 2008 року у Свейзі був діагностований рак підшлункової залози. Незважаючи на важке захворювання, Свейзі продовжив роботу над роллю в телесеріалі «The Beast».

#### Смерть

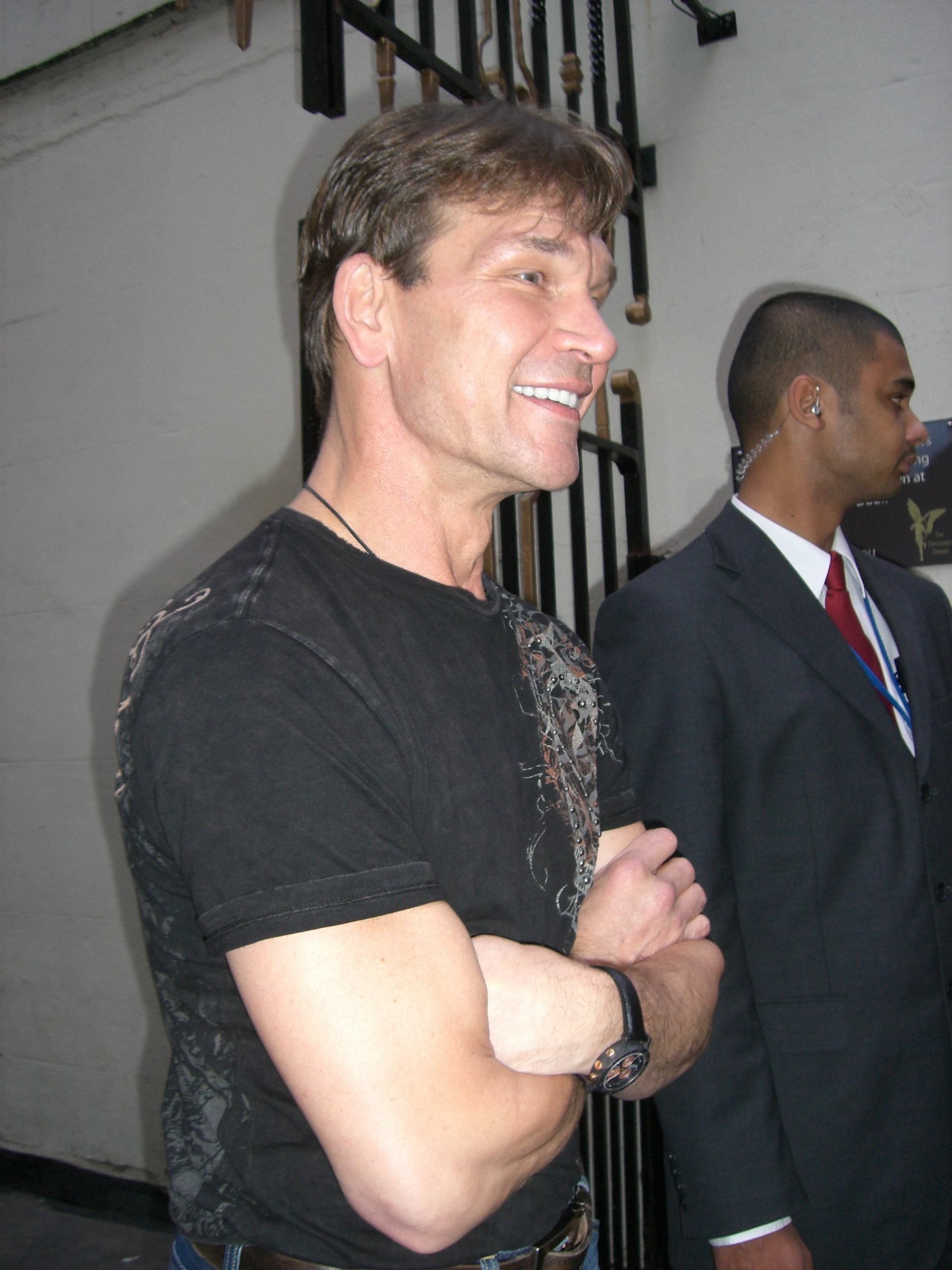
Патрік Свейзі в 2006 році

14 вересня 2009 року 57-річний Патрік Свейзі помер в США. Про це повідомила представник Свейзі Аннет Вульф. За її словами, останні два роки актор страждав на рак підшлункової залози і знав, що довго не проживе. Проте Свейзі продовжував зніматися в серіалі The Beast на одному з американських телеканалів і навіть відмовився заради цього від болезаспокійливих ліків.

## Фільмографія
- 1981 — МЕШ / M*A*S*H — Поранений, Гарі Старджис
- 1983 — Ізгої / The Outsiders — Деррел Кертіс
- 1983 — Рідкісна відвага / Uncommon Valor
- 1984 — Червоний світанок / Red Dawn
- 1984 — Грендв'ю, США / Grandview, U.S.A.
- 1985 — Північ та Південь / North and South
- 1986 — Молода кров / Youngblood
- 1986 — Північ та Південь: Книга друга / North and South, Book II
- 1987 — Сталевий світанок / Steel Dawn
- 1987 — Брудні танці / Dirty Dancing
- 1988 — Ворсоу на прізвисько «Тигр» / Tiger Warsaw
- 1989 — Придорожній заклад / Road House
- 1989 — Найближчий родич / Next Of Kin
- 1990 — Привид / Ghost
- 1991 — На гребені хвилі / Point Break
- 1992 — Місто задоволень / City Of Joy
- 1993 — Відчайдушний тато / Fatherhood
- 1995 — Вигадки / Tall Tale
- 1995 — Три бажання / Three Wishes
- 1995 — Вонгу Фу, з вдячністю за все! Джулі Н'юмар / To Wong Foo, Thanks for Everything! Julie Newmar
- 1998 — Чорний пес / Black Dog
- 1998 — Листи вбивці / Letters From a Killer
- 2000 — Лулу назавжди / Forever Lulu
- 2001 — Донні Дарко / Donnie Darko
- 2001 — Зелений дракон / Green Dragon
- 2002 — Прокинувшись у Ріно / Waking Up in Reno
- 2003 — 11:14 / 11:14
- 2003—2004 — Вупі / Whoopi
- 2003 — Останній танок / One Last Dance
- 2004 — Кільце Дракона / George and the Dragon
- 2004 — Копальні царя Соломона / King Solomon's Mines
- 2005 — Ікона / Icon
- 2008 — Звір / The Beast